# Улица Авиастроителей (Новосибирск)
Улица Авиастрои́телей — одна из магистральных улиц в Дзержинском районе Новосибирска. Начинается на перекрёстке с Большой улицы МОПРа и безымянной улицы, идёт в северо-восточном направлении, пересекая Трикотажную, 25 лет Октября, Театральную, Учительскую, Новая Заря. Длина — около 2,5 км.

## Название
Первоначально не имела наименования (присутствовала только нумерация кварталов). Затем стала именоваться улицей Центральной, после чего получила наименование в честь Жданова А. А., в 1989 году изменённое на нынешнее.

## История
Улица появлялась во временя первой пятилетки (период с 1928 по 1932 годы). Тогда на востоке города (густо залесённая местность) велось строительство нового завода. Строителями строились бараки из дерева, а также создавались засыпные домики. К 1930-м, к старту постройки машиностроительного завода и трикотажного комбината, был готов проект, по которому для будущих работников создавался «городок». В 1933 году стали строиться каменные сооружения.
В 1937 и 1939 году на улице были открыты две школы: № 36 и № 57. Во время Великой Отечественной войны в них базировались госпитали, уроки шли только в школе № 80 (обучение в четыре смены). Тогда же на улице строились бараки для эвакуированных из западных регионов, которым были срочно нужны места для проживания.
В то же десятилетие в конце улицы возводились двухэтажные дома из дерева. В 1957 году по Авиастроителей проложили трамвайные пути линии и проехал первый трамвай. Уже в 1960-е застраивается западная часть улицы (начало): появились больничный городок и большой парк при нём на правой стороне и жилые пятиэтажки без крупных дворов в пределах квартала по другую сторону.
В 1989 году улица была переименована в современное название.

## Инфраструктура
Первоначально здесь планировали открыть горнодобывающий завод, в связи с чем на улице были построены необходимые объекты инфраструктуры. Ещё перед Великой Отечественной войной появились две школы, до середины 1940-х годов школа № 36 была женской, № 57 — мужской. В военный период в них разместился эвакуационный госпиталь, учёбу проводили в домашних условиях, либо в небольших помещениях. Ученики мужской школы получили благодарственное письмо с подписью Сталина за сбор бутылок для изготовления коктейлей Молотова.
На пересечении Авиастроителей и Театральной находится клуб юных техников.
В советский период на улице работала библиотека завода имени Чкалова, находившаяся в доме № 14, во времена перестройки её помещение занял опорный пункт милиции. В здании напротив бывшей заводской читальни работает библиотека имени Островского (Авиастроителей, 15).
На улице действуют несколько учреждений здравоохранения: городская клиническая больница № 12, поликлиника № 12 и станция скорой медицинской помощи.

## Архитектура
В 1930-х годах на улице были построены первые жилые здания для сотрудников авиационного завода имени Чкалова, многие из которых выполнены в стиле сталинского ампира.
Некоторые дома были предназначены специально для руководителей предприятия, площадь двухкомнатных квартир в этих зданиях составляет около 60 м², трёхкомнатных — около 90 м², метраж четырёхкомнатных квартир достигает 112 м².

## Транспорт
По улице проходят маршруты автобусов (№№ 3, 18, 39, 189л), троллейбусов (№ 22), маршрутных такси (№№ 13, 24, 30). Остановка: «Поликлиника (ул. Авиастроителей).
Маршруты трамвая: №№ 11, 14. Остановка: «Поликлиника (ул. Авиастроителей)».

## Галерея

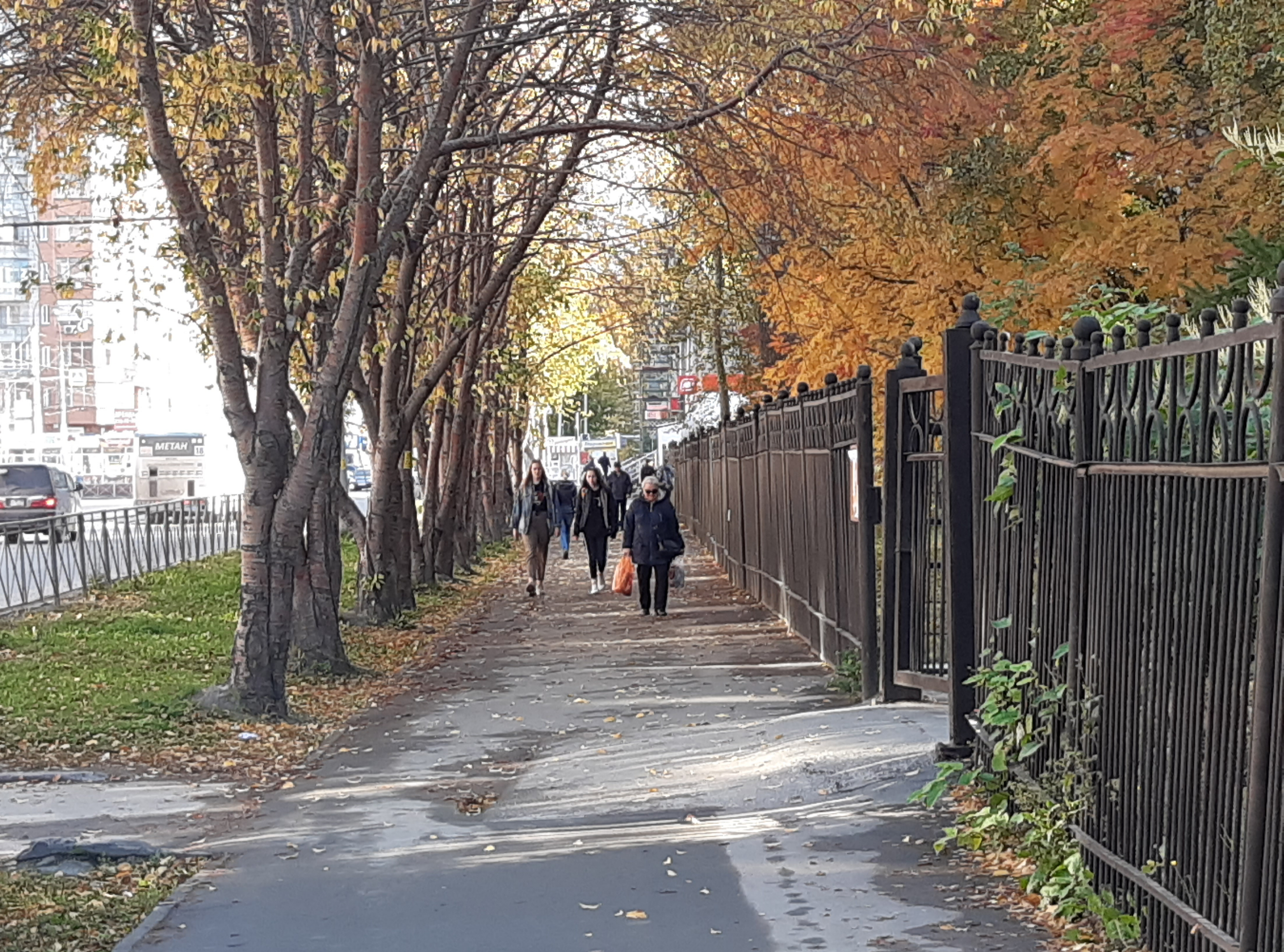
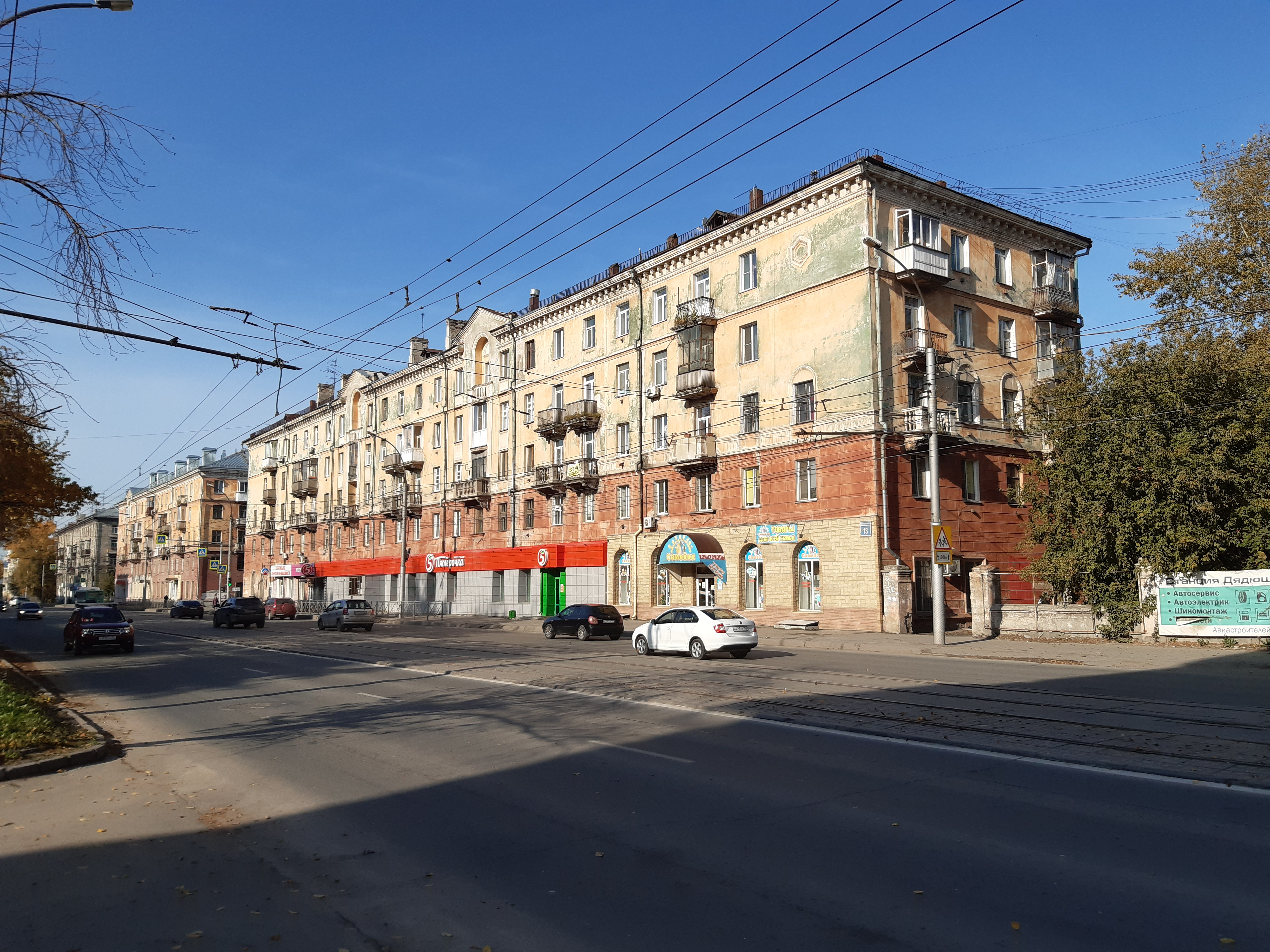
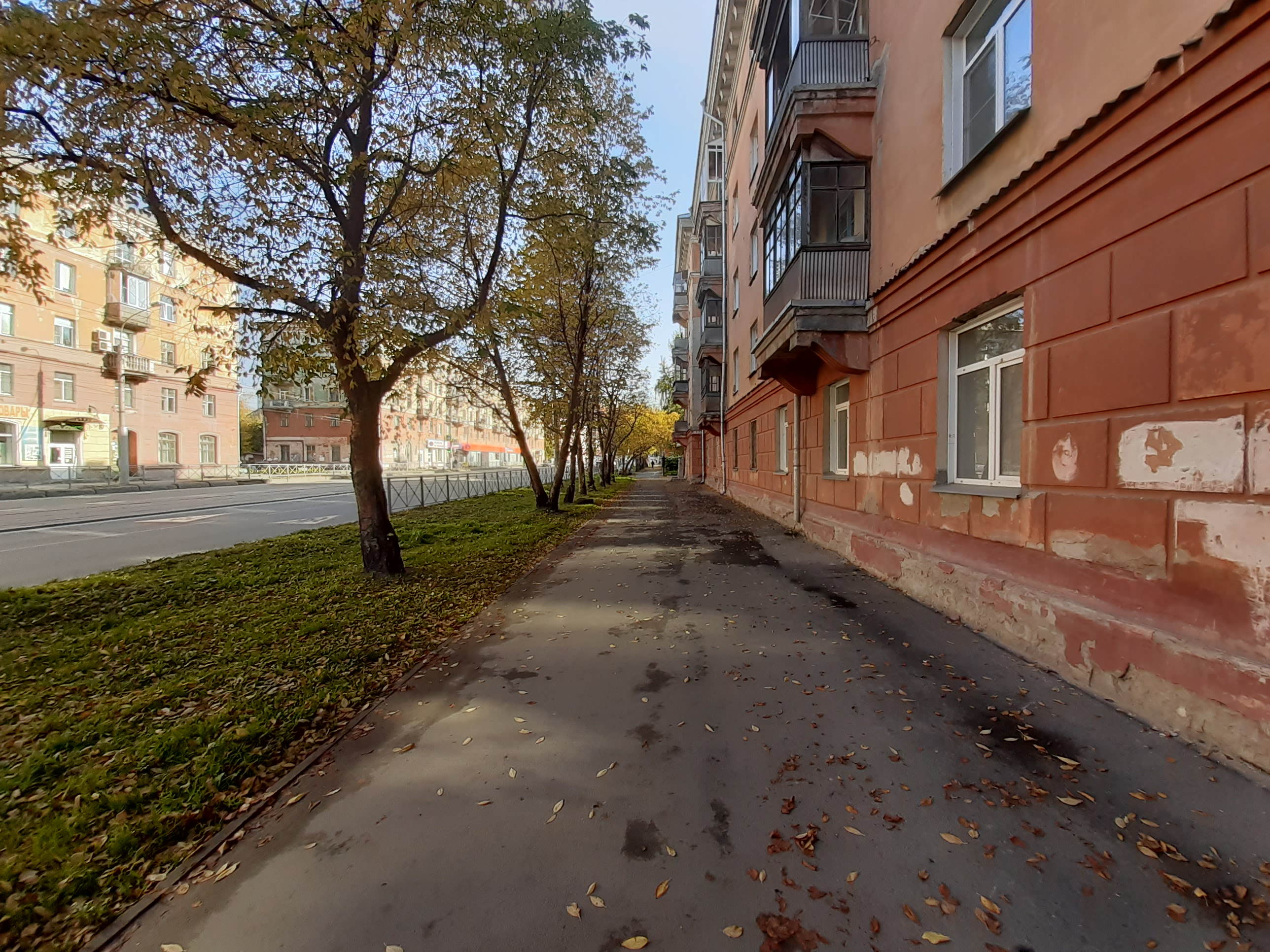
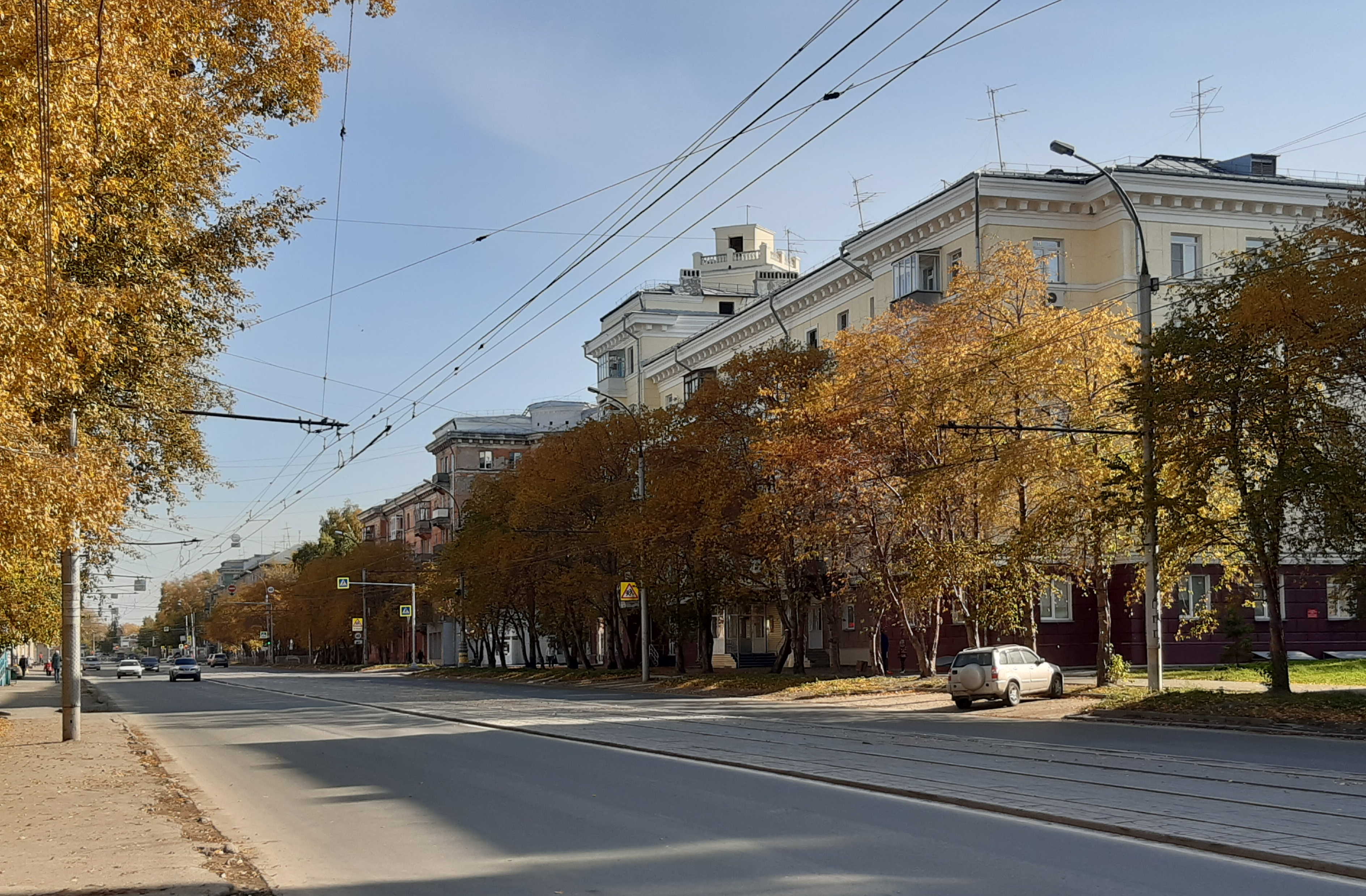

## Известные жители
В доме на улице Авиастроителей, 14 жили руководители завода имени Чкалова, в том числе Иван Салащенко. По некоторым сведениям в здании № 15 во время служебных поездок останавливались известные конструкторы Александр Яковлев и Олег Антонов.